# Фактор ривка

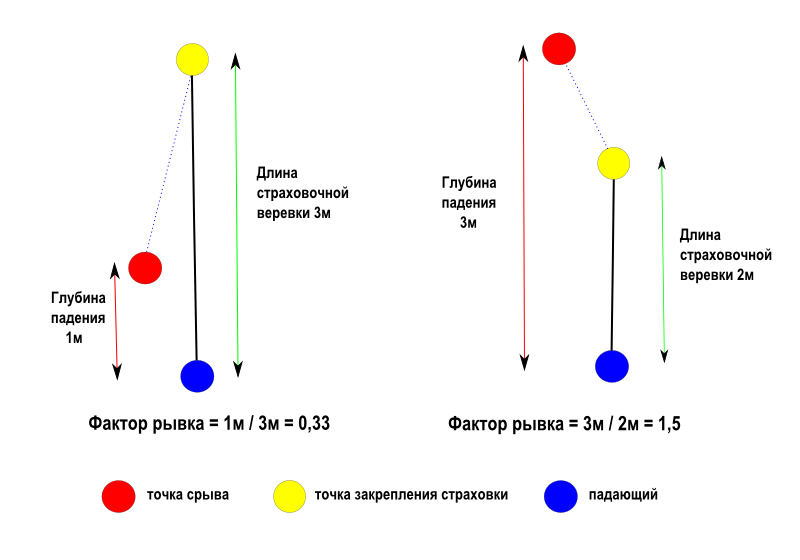
Фактор ривка з верхньою та нижньою страховкою

Фактор ривка (фактор падіння; фолл-фактор - від англ. fall factor) - показник, що характеризує відносне навантаження на систему страховки альпініста при зриві. Визначається як відношення висоти падіння до довжини мотузки, використовуваної для зупинки падіння. Може приймати значення від 0 до 2.
Падіння з фактором ривка від 0 до 1 вважаються умовно-безпечними і виникають, як правило, при верхній страховці лізе (тобто коли точка закріплення страхувальної мотузки знаходиться вище того, хто лізе).
Падіння з фактором ривка від 1 до 2 можуть стати причиною серйозних травм і в окремих випадках навіть призвести до руйнування системи страховки. Такі падіння відбуваються, як правило, коли крайня точка закріплення страхувальної мотузки знаходиться нижче того, хто лізе.
При ризику падіння з фактором ривка більше 1 для зменшення навантаження, що припадає на тіло людини, слід використовувати амортизатори ривка, або спеціальні страхувальні (спускові) пристрої для зменшення фактора ривка.